# Centrothele
Centrothele là một chi nhện trong họ Lamponidae.